# George Barrington (7e vicomte Barrington)
George William Barrington, 7e vicomte Barrington, (14 février 1824 - 6 novembre 1886) est un homme politique conservateur britannique. Il exerce ses fonctions sous Lord Salisbury en tant que capitaine des Yeomen de la garde entre 1885 et 1886 et en tant que capitaine de l'honorable Corps of Gentlemen-of-Arms en 1886.

## Jeunesse
Barrington est né à Lower Brook Street, à Londres le 14 février 1824. Il est le fils aîné de William Barrington (6e vicomte Barrington), et de son épouse Jane Elizabeth, fille de Thomas Liddell (1er baron Ravensworth). Son frère cadet est le diplomate William Barrington. 
Il fait ses études à Christ Church, Oxford.

## Carrière
Barrington est élu au Parlement pour Eye en 1866. L'année suivante, il succède à son père comme vicomte, mais comme il s'agit d'une pairie irlandaise, il n'a pas à démissionner de son siège à la Chambre des communes. En 1874, il est admis au Conseil privé et nommé vice-chambellan de la maison dans l'administration conservatrice de Benjamin Disraeli, poste qu'il occupe jusqu'à la défaite du gouvernement aux élections générales de 1880.
En 1880, Barrington est créé baron Shute, de Beckett dans le comté de Berkshire, dans la pairie du Royaume-Uni, ce qui lui donne droit à un siège automatique à la Chambre des lords. Le titre est créé avec un reste spécial pour son jeune frère Percy. Barrington sert plus tard sous Lord Salisbury comme capitaine des Yeomen of the Guard de 1885 à janvier 1886 et comme capitaine de l'honorable Corps of Gentlemen-of-Arms entre août 1886 et sa mort subite en novembre de la même année.

## Vie privée
Le 19 février 1846, Lord Barrington épouse Isabel Elizabeth, fille de John Morritt (en) de Rokeby Park et Mary Baillie (fille de Peter Baillie de Dochfour). Ensemble, ils ont trois filles :
- Constance Mary Barrington (1847-1926), qui épouse Lawrence Palk, 2e baron Haldon[3]
- Evelyn Laura Barrington (1848-1924), qui épouse George Craven (3e comte de Craven)
- Florence Isabel Barrington (décédée en 1928), devenue sœur de la Communauté de Sainte-Marie-la-Vierge

Il est décédé en fonction au château de Grimsthorpe, Lincolnshire, en novembre 1886, après quelques heures de maladie, à l'âge de 62 ans. Il est remplacé dans ses titres (dans la baronnie de Shute selon le reste spécial) par son frère cadet Percy. Lady Barrington est décédée en février 1898.